# Ferdinand Adams
Ferdinand Eloy ("Cassis") Adams (Anderlecht, 3 mei 1903 – 25 december 1985) was een Belgische voetballer en voetbalcoach. Hij speelde meer dan tien jaar voor RSC Anderlecht en werd later trainer van onder andere Royal Stade Louvaniste, Daring Club de Bruxelles en Ukkel Sport.

## Speler
Ferdinand Adams werd geboren op 3 mei 1903 en was achttien jaar toen hij in het A-elftal van SC Anderlechtois debuteerde. Reeds sinds 1918 maakte hij deel uit van de club uit zijn geboorteplaats. In 1923 degradeerde de club maar dankzij een makkelijk scorende Adams en doelman Jean Caudron stond de club na slechts één seizoen terug in eerste klasse. Het leverde Adams, Caudron en Charles Demunter een selectie voor de nationale ploeg op. Uiteindelijk werd Adams 23 keer international, die bij de nationale ploeg vooral botste op de grote concurrentie van Bernard Voorhoof en Rik Larnoe.
Adams kreeg van zijn moeder de bijnaam Ciske vanwege de gelijkenis tussen Ferdinand Adams en zijn neef Ciske. Later kreeg hij de bijnaam Cassis, een samensmelting van cas en Ciske. Cas betekent in het Brussels dialect "doelpunt". Dat laatste was een duidelijke verwijzing naar het grootste talent van Adams: scoren.
Ondertussen was er in Brussel een grote strijd tussen de verschillende clubs van de stad. Dankzij onder meer een sterke Adams slaagde Anderlechtois er in 1930 in om voor Daring Club de Bruxelles en Union SG te eindigen in het klassement. Toch wordt de periode tussen 1920 en 1930 vooral gekenmerkt door een voortdurend wisselen tussen eerste en tweede klasse. In 1926 stond Anderlechtois zelfs even aan de leiding in de Belgische competitie. Maar Adams viel uit met een blessure aan de knie waardoor de rest van de ploeg plots heel wat minder presteerde. Anderlechtois werd uiteindelijk pas 12de.
Al gauw viel Adams op in zowel België als het buitenland. Hij kreeg een aanbod van Racing Club Tirlemont en een club uit Parijs. Maar in die periode was een transfer een zeldzaamheid en ook Adams besloot zijn club niet te verlaten. In 1933 speelde hij nog even samen met Constant Vanden Stock, die later voorzitter zou worden van de club. Dan viel Adams uit met een blessure en keerde hij nooit meer terug als speler.Hij sloot zen carrière af met 245 doelpunten in 284 wedstrijden bij Anderlecht, en werd in de tweede klasse (toen eerste afdeling) drie keer topschutter van de reeks (een record met Jozef Piedfort van Lyra TSV en Albert Verschelde van AS Oostende. Op dat moment bestond Anderlechtois net 25 jaar en mocht de club zich Royal Sporting Club Anderlechtois noemen.

## Trainer
Na zijn vertrek bij Anderlechtois trok de toen 30-jarige Adams naar Leuven waar hij trainer werd van Royal Stade Louvaniste. In 1941 kwam hij terug naar Anderlecht en ging hij er even aan de slag als coach. Hij was er tevens jeugdtrainer. Later verliet hij Anderlechtois weer en werd coach bij Daring Club de Bruxelles. Daar werkte hij onder meer samen met toenmalig doelman Raymond Goethals. Ten slotte was hij ook nog trainer van FC Vilvoorde, URS du Centre en Ukkel Sport.